# Conte di Coventry
Conte di Coventry è un titolo fra i pari d'Inghilterra creato per la prima volta nel 1623 in favore di George Villiers, I marchese di Buckingham. Egli divenne contestualmente anche duca di Buckingham. Il titolo venne ricreato nel 1697 in favore di Thomas Coventry, V barone Coventry.

## Storia
La famiglia Coventry discende da John Coventry che prestò servizio come Lord Mayor della città di Londra nel 1426. Suo discendente fu sir Thomas Coventry che all'inizio del XVII secolo divenne avvocato e politico, prestando servizio come Solicitor General, come Attorney General e come Lord Keeper of the Great Seal. Nel 1628 venne elevato nella parìa d'Inghilterra come "barone Coventry", di Aylesborough nella contea di Worcester. Venne succeduto dal suo primo figlio avuto dal primo matrimonio, il secondo barone. Questi rappresentò le costituenti di Droitwich e  Worcester nella Camera dei comuni.
Il suo figlio primogenito, il terzo barone, prestò servizio come Custos Rotulorum del Worcestershire. Suo figlio, il quarto barone, morì senza figli e venne succeduto da suo zio, il sopracitato quinto barone. Questi sedette come membro del parlamento per Droitwich, Camelford e Warwick. Nel 1697 venne creato "visconte Deerhurst", dei cento di Deerhurst nella contea di Gloucester, e "conte di Coventry", nella parìa d'Inghilterra.
Questi venne succeduto dal figlio primogenito, il secondo conte. Egli fu Custos Rotulorum del Worcestershire. Suo figlio, il terzo conte, morì ancora infante e venne succeduto da suo zio, il quarto conte. Questi non ebbe figli ed alla sua morte nel 1719 la baronìa di Coventry si estinse. Questi venne succeduto nel titolo di conte e visconte da un suo cugino di secondo grado, William Coventry, il quinto conte. Questi era nipote di Walter Coventry, fratello minore del primo barone. Lord Coventry era già stato rappresentante della costituente di Bridport in parlamento ed aveva prestato servizio come lord luogotenente del Worcestershire. Egli venne succeduto dal suo figlio secondogenito, ma primo tra i sopravvissuti, il sesto conte. Questi sedette come membro tory al parlamento per Bridport e per il Worcestershire e prestò servizio come lord luogotenente del Worcestershire.
Il figlio avuto dal primo matrimonio, il settimo conte, fu anch'egli lord luogotenente del Worcestershire. Alla sua morte i titoli passarono al suo figlio primogenito, l'ottavo conte. Egli rappresentò Worcester alla Camera dei comuni e prestò servizio come lord luogotenente del Worcestershire. Venne succeduto da suo nipote, il nono conte, che era figlio di George William Coventry, visconte Deerhurst (1808–1838). Lord Coventry fu un politico conservatore e ricoprì degli incarichi politici sotto i governi di Benjamin Disraeli e lord Salisbury come Captain of the Honourable Corps of Gentlemen-at-Arms e Master of the Buckhounds. Egli ricoprì anche l'incarico onorifico di lord luogotenente del Worcestershire. Venne succeduto da suo nipote, il decimo conte, figlio di George William Coventry, visconte Deerhurst (1865–1927), figlio primogenito del nono conte. Lord Coventry rimase ucciso sul campo in Francia nel 1940.
Questi venne succeduto dall'unico suo figlio, l'undicesimo conte, il quale ebbe una carriera molto varia e malgrado quattro matrimoni, morì senza eredi maschi sopravvissutigli nel 2002. Venne succeduto quindi da suo cugino di primo grado (dell'età di 89 ani), il dodicesimo conte. Questi era il figlio secondogenito, ma il primo tra i sopravvissuti, del colonnello Charles John Coventry, figlio secondogenito del nono conte. Egli ebbe una figlia ma nessun figlio e venne succeduto da un lontano parente, il tredicesimo (dal 2009) ed attuale detentore dei titoli. Questi è il figlio quartogenito ma il maggiore tra i sopravvissuti di Thomas George Coventry, sesto e ultimo figlio del nono conte. Lord Coventry vive attualmente in Canada.
Tra gli altri membri della famiglia Coventry meritevoli di menzione ricordiamo Henry Coventry (1618–1686), figlio di secondo letto del primo barone, che fu membro del parlamento per Droitwich. Altro fratello di questi fu Sir William Coventry (m. 1686), che rappresentò la costituente di Great Yarmouth alla Camera dei comuni e fu un influente politico della sua epoca. Sir John Coventry (c. 1636–1685), figlio di John Coventry, figlio di secondo letto del primo barone, fu membro del parlamento per le costituenti di Weymouth e Melcombe Regis. Thomas Henry Coventry, visconte Deerhurst (1721–1744), figlio primogenito ed erede apparente del quinto conte, fu per breve tempo rappresentante per Bridport in parlamento prima della sua prematura scomparsa.
La sede antica della famiglia Coventry è Croome Court, presso Pershore nel Worcestershire. 
Croome Court venne venduta nel 1949 e la famiglia si spostò in una casa più piccola denominata Earls Croome Court, mentre ancora possiedono 61 chilometri quadrati tra terreni agricoli e boschi. Earls Croome Court è rimasta sede della famiglia sino al 2007, quando venne venduta da Rachel, contessa di Coventry, vedova dell'XI conte che era morto nel 2002. Il parco di Croome Court passò al National Trust for Places of Historic Interest or Natural Beauty nel 1996 ma la casa è attualmente di proprietà privata ed amministrata dal Croome Heritage Trust che l'ha aperta al pubblico.

## Baroni Coventry (1628)
- Thomas Coventry, I barone Coventry (m. 1640)
- Thomas Coventry, II barone Coventry (1606–1661)
- George Coventry, III barone Coventry (m. 1680)
- John Coventry, IV barone Coventry (1654–1687)
- Thomas Coventry, V barone Coventry (m. 1699) (creato "conte di Coventry" nel 1697)

## Conti di Coventry (1697)
- Thomas Coventry, I conte di Coventry (m. 1699)
- Thomas Coventry, II conte di Coventry (m. 1711)
- Thomas Coventry, III conte di Coventry (1702–1712)
- Gilbert Coventry, IV conte di Coventry (m. 1719) (baronìa estinta)
- William Coventry, V conte di Coventry (m. 1751)
- George William Coventry, VI conte di Coventry (1722–1809)
- George William Coventry, VII conte di Coventry (1758–1831)
- George William Coventry, VIII conte di Coventry (1784–1843)
- George William Coventry, IX conte di Coventry (1838–1930)
  - George William Coventry, visconte Deerhurst (1865–1927)
- George William Reginald Victor Coventry, X conte di Coventry (1900–1940)
- George William Coventry, XI conte di Coventry (1934–2002)
  - Edward George William Oscar Coventry, visconte Deerhurst (1957–1997)
- Francis Henry Coventry, XII conte di Coventry (1912–2004)
- George William Coventry, XIII conte di Coventry (n. 1939)

L'erede presunto è il nipote dell'attuale detentore del titolo, David Duncan Sherwood Coventry (n. 1973), discendente dal VII conte.